# Rico Rodriguez (skuespiller)
Rico Rodriguez (født 31. juli 1998) er en amerikansk skuespiller. Han er bedst kendt for sin rolle som Manny Delgado i ABC sitcommen Modern Family, samt for at have medvirket i Epic Movie og have haft en cameo-optræden i The Muppets-filmen. I 2012 udgav han selvbiografien Reel Life Lessons... So Far.

## Opvækst
Rodriguez blev født i Bryan, Texas, som søn af Diane og Roy Rodriguez, der ejede en dækbutik kaldet "Rodriguez Tire". Han er ud af en søskendeflok på fire, med brødrene Ray og Roy Jr., samt søsteren Raini Rodriguez, som også er skuespiller. Familien er af mexicansk afstamning. I marts 2017 døde Rodriguez far, Roy i en alder af 52 år.

## Karriere
Rodriguez havde ikke overvejet en karriere indenfor skuespil, førend at hans søster begyndte at optræde. I december 2010 fortalte han, at han havde tænkt at han skulle være "en NASCAR-kok der skulle til månen".I september 2009 fik han rollen som Manny Delgado i Modern Family.  Han og castet fra Modern Family vandt Screen Actors Guild Award for Outstanding Performance by an Ensemble in a Comedy Series fire år i træk, fra 2010 til 2013.
Rodriguez udgav i november 2012 sin selvbiografi med titlen Reel Life Lessons... So Far. Bogen om den unge skuespillers liv modtog blandede anmeldelser. 

## Filmografi

### Film
| År   | Titel                   | Rolle                | Noter    |
| ---- | ----------------------- | -------------------- | -------- |
| 2007 | Epic Movie              | Chanchito            |          |
| 2007 | Parker                  | Barn på legeplads #2 | Kortfilm |
| 2008 | Babysitters Beware      | Marco                |          |
| 2009 | Opposite Day            | Børnepedel           |          |
| 2011 | The Muppets             | Sig selv             | Cameo    |
| 2015 | Endgame                 | Jose                 |          |
| 2016 | El Americano: The Movie | Cuco (stemme)        |          |

### Tv
| År        | Titel                                          | Rolle                                           | Noter                                        |
| --------- | ---------------------------------------------- | ----------------------------------------------- | -------------------------------------------- |
| 2006–2007 | Jimmy Kimmel Live!                             | Barn i isbutik                                  | 10 afsnit                                    |
| 2007      | Cory in the House                              | Rico                                            | 2 afsnit                                     |
| 2007      | ER                                             | James                                           | 1 afsnit                                     |
| 2007      | Nip/Tuck                                       | Barn #1                                         | 1 afsnit                                     |
| 2007      | iCarly                                         | Dreng der rider på legetøjshest                 | Afsnit: "iRue the Day"                       |
| 2008      | My Name Is Earl                                | Barn                                            | Sæson 3, afsnit 20: "Girl Earl"              |
| 2009      | NCIS                                           | Travis Buckley                                  | Sæson 6, afsnit 19: "Hide and Seek"          |
| 2009–2020 | Modern Family                                  | Manny Delgado                                   | Fast rolle                                   |
| 2011      | Kick Buttowski: Suburban Daredevil             | Luigi Vendetta (stemme)                         | 1 afsnit                                     |
| 2011      | Good Luck Charlie                              | Leo                                             | 1 afsnit                                     |
| 2012      | R.L. Stine's The Haunting Hour                 | Chi                                             | Afsnit: "The Weeping Woman"                  |
| 2012      | Sesame Street                                  | Præsentator                                     | 1 afsnit                                     |
| 2012      | Mad                                            | Norman / Costumed Boy / Linus van Pelt (stemme) | 1 afsnit                                     |
| 2014      | Cyberchase                                     | Ollie (stemme)                                  | 1 afsnit                                     |
| 2015      | Jake and the Never Land Pirates                | Snow-Foot (stemme)                              | Afsnit: "The Legendary Snow-Foot!"           |
| 2015      | Austin & Ally                                  | Benny                                           | Afsnit: "Burdens & Boynado"                  |
| 2016      | Chopped Junior                                 | Gæstedommer                                     | Sæson 2, afsnit 3 "Quail Quest"              |
| 2016      | Victor and Valentino                           | Valentino (stemme)                              | Pilot episode                                |
| 2016      | Nickelodeon's Ultimate Halloween Haunted House | Sig selv                                        | Fast rolle                                   |
| 2018–2019 | The Lion Guard                                 | Raha (stemme)                                   | 2 afsnit                                     |
| 2018      | Double Dare                                    | Sig selv                                        | Deltager; afsnit: "Team Rico vs. Team Raini" |
| 2020      | The Substitute                                 | Sig selv                                        | Afsnit: "Rico & Raini Rodriguez"             |
| 2020      | Unfiltered                                     | Sig selv                                        | Afsnit: “Super Cats & Fierce Ice Cream!”     |

## Priser og nomineringer
| År   | Pris                      | Kategori                                                  | Arbejde       | Resultat  |
| ---- | ------------------------- | --------------------------------------------------------- | ------------- | --------- |
| 2009 | Screen Actors Guild Award | Outstanding Performance by an Ensemble in a Comedy Series | Modern Family | Nomineret |
| 2010 | Screen Actors Guild Award | Outstanding Performance by an Ensemble in a Comedy Series | Modern Family | Vundet    |
| 2010 | Young Artist Award        | Outstanding Young Performers in a TV Series               | Modern Family | Vundet    |
| 2010 | Teen Choice Award         | Choice TV: Male Breakout Star                             | Modern Family | Vundet    |
| 2010 | Imagen Award              | Best Supporting Actor – Television                        | Modern Family | Nomineret |
| 2011 | Screen Actors Guild Award | Outstanding Performance by an Ensemble in a Comedy Series | Modern Family | Vundet    |
| 2011 | ALMA Award                | Favorite TV Actor – Supporting Role in a Comedy           | Modern Family | Vundet    |
| 2011 | Young Artist Awards       | Outstanding Young Ensemble in a TV Series                 | Modern Family | Nomineret |
| 2011 | Teen Choice Award         | Choice TV: Male Breakout Star                             | Modern Family | Nomineret |
| 2012 | Screen Actors Guild Award | Outstanding Performance by an Ensemble in a Comedy Series | Modern Family | Vundet    |
| 2012 | ALMA Award                | Favorite TV Actor – Supporting Role in a Comedy           | Modern Family | Vundet    |
| 2013 | Screen Actors Guild Award | Outstanding Performance by an Ensemble in a Comedy Series | Modern Family | Vundet    |
| 2013 | Teen Choice Award         | Choice TV: Male Breakout Star                             | Modern Family | Nomineret |
| 2014 | Screen Actors Guild       | Outstanding Performance by an Ensemble in a Comedy Series | Modern Family | Nomineret |
| 2015 | Image Award               | Best Young Actor – Television                             | Modern Family | Vundet    |
| 2015 | Screen Actors Guild Award | Outstanding Performance by an Ensemble in a Comedy Series | Modern Family | Nomineret |
| 2016 | Screen Actors Guild Award | Outstanding Performance by an Ensemble in a Comedy Series | Modern Family | Nomineret |